# Mikołaj Żentara
Mikołaj Żentara, bekannt unter seinem Pseudonym „M“, (* 5. November 1981 in Krakau) ist ein polnischer Black-Metal-Musiker.

## Leben
Mikołaj Żentara wurde im Jahr 1981 als Sohn des polnischen Schauspielers und Regisseurs Edward Żentara geboren.

## Wirken
Im Jahr 1999 gründete M. mit Leichenhalle ein Ein-Mann-Musikprojekt unter dem Namen Leichenhalle und veröffentlichte bis 2003 mehrere Musikkassetten und CDs unter seinem eigenen Label Dead Rats Produktions, welches er später in D.R.S.C. änderte.
Im Jahr 2000 wurde M. Sänger der polnischen Black-Metal-Band Mgła aus Krakau. Mit dieser veröffentlichte er mehrere Alben und EPs, sowie eine Split-EP mit Deathspell Omega und Stabat Mater. 2002 gründete Żentara das Black-Metal-Projekt Kriegsmaschine, die neben M.s anderer Band Mgła zu den wichtigsten Vertretern der zweiten Welle des polnischen Black Metal beschrieben wurde. Zwischen 2004 und 2018 veröffentlichte er mit Kriegsmaschine mehrere EPs und Album, sowie eine Split mit der polnischen Band Infernal War.

## Kritik
Żentara steht in Verdacht rechtsextreme Ideologien zu verbreiten bzw. zu tolerieren. So wurde die im Jahr 2000 veröffentlichte Kassette Judenfrei seines ersten Musikprojektes Leichenhalle, auf der sich ein gleichnamiges Stück befindet, herangezogen um mögliche antisemitische Ansichten zu kritisieren. Des Weiteren war M. an früheren Albumproduktionen der als rechtsextrem geltenden Black-Metal-Band Infernal War beteiligt und ist als Gastsänger im Lied Axiom des gleichnamigen Albums ebendieser Gruppe zu hören. Auch produzierte er mehrere Alben der Band Voidhanger, dem musikalischen Nebenprojekt der Infernal-War-Musiker Warcrimer und Zyklon, zuletzt das 2018 veröffentlichte Dark Days of the Soul. Seine Band Mgła steht aufgrund des Plattenvertrages bei Northern Heritage Records, dessen finnischer Besitzer Mikko Aspa sich bereits mehrfach rassistisch und faschistisch bekannte, in der finnischen National-Socialist-Black-Metal-Szene aktiv ist und mehrere rechtsextreme Metal-Bands unter Vertrag hat, ebenfalls in der Kritik. Auch die Tatsache, dass Aspa bei den ersten drei Auftritten Mgłas in Finnland als Gast-Sänger auftrat, um gemeinsam jeweils zwei Stücke seines Solo-Projektes Clandestine Blaze zu spielen, sorgte für Diskussionen.
Żentara und Aspa hatten bereits vor Gründung der Band Mgła Kontakt zueinander, da beide Ende der 1990er-Jahre in Dark-Ambient- und Electronic-Projekten involviert waren und jeweils ein Black-Metal-Magazin erstellt haben.

## Diskografie

### Mit Mgła
- → Hauptartikel: Mgła#Diskografie

### Mit Kriegsmaschine
- 2003: Flagrum (EP, Eigenverlag)
- 2003: The Flame That Burns Inside (EP, Eigenverlag)
- 2003: Devotee (EP, Eigenverlag)
- 2003: Possessed by Utter Hate/The Flames That Burns Inside (Split-EP mit Szron, Under the Sign of Gazarael Productions)
- 2004: Promo 2004 (Promo-EP, Eigenverlag)
- 2004: A Thousand Voices (Album, Blutreinheit Productions)
- 2005: Altered States of Divinity (Album, Todeskult Entertainment)
- 2006: Szron • Kriegsmaschine (Split-EP, Under the Sign of Gazarael Productions)
- 2010: Transfigurations (Split-EP mit Infernal War, Malignant Voices)
- 2014: Enemy of Man (Album, Eigenverlag)
- 2018: Apocalypticists (Album, No Solace)

### Mit Leichenhalle
- 1999: Industrial Armageddon: Metal Becomes Flesh (Musikkassette, Dead Rats Produktions)
- 2000: Judenfrei (Musikkassette, Dead Rats Produktions)
- 2001: Like a Bullet in the Forehead (Musikkassette, Dead Rats Produktions)
- 2001: Phoenix Rising (Musikkassette, Dead Rats Produktions)
- 2001: As Far as Children Go (Split-EP mit Manifesto, D.S.R.C., Noise, Filth and Fury Productions)
- 2002: Unconcious N’ Bleeding (Split-EP mit Stegm, D.S.R.C.)
- 2003: Bloodsoil (EP, D.S.R.C.)

### Weitere (Auswahl)
- 2011: Darknessence von Deus Mortem (Layout)
- 2012: Feed Them to the Pigs von Voidhanger (Gastgesang)
- 2013: Working Class Misanthropy: Of Rapture And Disgust (Albumproduktion und Gastgesang)
- 2015: Axiom von Infernal War (Gastgesang im gleichnamigen Titel, Albumproduktion)
- 2016: Emanations of the Black Light von Deus Mortem (Layout)
- 2018: Dark Days of the Soul von Voidhanger (Albumproduktion)